# Frans Oscar Nyman
Frans Oscar Nyman, född den 14 december 1866 i Halmstad, död den 14 oktober 1946 i Skövde, var en svensk jurist. 
Nyman avlade mogenhetsexamen i Halmstad 1885 och juris utriusque kandidatexamen vid Uppsala universitet 1891. Efter tingssittning tjänstgjorde han i Göta hovrätt, där han blev fiskal 1903 och assessor 1906. Nyman blev tillförordnad revisionssekreterare 1903 och konstituerad revisionssekreterare 1907. Han utnämndes till häradshövding i Gudhems och Kåkinds domsaga 1909, en tjänst från vilken han erhöll avsked med pension 1936. Under en följd av år var Nyman krigsdomare vid Skaraborgs regemente, Livregementets husarer, Göta trängkår och Karlsborgs artilleriregemente. Han blev riddare av Nordstjärneorden 1916 och kommendör av andra klassen av samma orden 1931.